# Energía de enlace nuclear
En física y en química, la energía de enlace es la mínima energía necesaria para descomponer un objeto en cada una de sus partes. 
La energía de enlace nuclear o energía de ligadura nuclear es la diferencia entre la energía del elemento y la energía del mismo número de protones y neutrones consideradas individualmente.
Está dada por la interacción nuclear fuerte y se puede medir por la cantidad de energía necesaria para descomponer el núcleo en sus protones y neutrones separados.
Se puede categorizar la masa de un cuerpo como un tipo de energía, por lo tanto al liberarse la energía de enlace nuclear entre dos partículas, éstas pierden una parte de su masa, la masa perdida es realmente poca. Es decir, la unión de dos partículas tiene una masa menor comparada con la masa de dichas partículas medida individualmente.

## Idea general
En general, la energía de enlace representa el trabajo mecánico que se debe hacer contra las fuerzas que mantienen al objeto unido para desmontarlo en partes con una separación considerable, de manera tal que para separarlas aún más se requiera muy poca energía adicional.
A nivel atómico la energía de enlace deriva de la interacción electromagnética y es la energía requerida para desmontar un átomo en electrones libres y un núcleo. La energía de enlace de los electrones es una medida de la energía requerida para liberar los electrones desde sus órbitas atómicas. Esta es conocida más comúnmente como energía de ionización. 
A nivel molecular, la energía de enlace y la energía de disociación de enlace son medidas de la energía de enlace entre los átomos en un enlace químico. 
A nivel nuclear, la energía de enlace es también igual a la energía liberada cuando se crea un núcleo de otros nucleones o núcleos. Esta energía de enlace nuclear (energía de enlace de nucleones en un nucleido) se deriva de la fuerza nuclear (interacción fuerte residual) y es la energía requerida para desmontar un núcleo en el mismo número de protones, neutrones de que está compuesto pero con los nucleones suficientemente lejos el uno del otro, fuera del alcance de la fuerza nuclear. El exceso de masa es un concepto relacionado, que compara el número de masa de un núcleo con su masa medida. 

## Relación masa-energía
Clásicamente un sistema ligado está a un nivel de energía más bajo que sus componentes no unidos, y su masa deberá ser inferior a la masa total de sus componentes no unidos. Para sistemas con energías de enlace baja, esta «pérdida» de masa después de la unión puede ser una fracción pequeña. Para sistemas con altas energías de enlace, sin embargo, la masa perdida puede ser una fracción fácilmente medible. Esta masa puede perderse durante el proceso de unión en forma de energía en forma de calor o de la luz, con la energía emitida correspondiente a la masa eliminada a través de la ecuación de Einstein E = mc2. Tenga en cuenta que en el proceso de unión, los componentes del sistema pueden entrar en estados de energía más altos del núcleo / átomo / molécula, pero estos tipos de energía también tienen masa, y es necesario que se eliminen del sistema antes de que su masa pueda disminuir. Una vez que el sistema se enfría a temperaturas normales y regresa a estados base en términos de niveles de energía, hay menos masa en el sistema de la que había antes de combinarse y encontrarse en un estado de alta energía. En ese caso, la energía eliminada representa exactamente el «déficit» de masa.

## Cambio de masa
Cambio de masa (disminución) de los sistemas consolidados, los núcleos atómicos en particular, también se ha denominado defecto de masa, déficit de masa, o fracción de empaquetamiento de masas.
La diferencia entre la masa calculada del sistema no unido y la masa medida experimentalmente del núcleo (cambio de masa) se denota por ΔM. Se puede calcular como sigue:
Cambio de masa = (sistema sin consolidar masa calculada) - (masa medida del sistema)
es decir, (suma de las masas de los protones y neutrones) - (masa medida del núcleo)
Después de las reacciones nucleares que se traducen en un núcleo excitado, la energía que debe ser radiada o eliminado como energía de ligadura de un solo núcleo puede estar en la forma de ondas electromagnéticas, como la radiación gamma, o puede aparecer en la energía cinética de un electrón de alguna capa interna (conversión interna). Además, la energía de excitación del núcleo puede ser parcialmente emitida como la masa en reposo de una o más de una partícula, tales como las partículas emitidas de la desintegración beta.
Cuando nucleones se unen entre sí para formar un núcleo, tienen que perder una pequeña cantidad de masa, es decir, hay un cambio de masa, a fin de mantenerse unido. Este cambio de masa debe ser liberado como diversos tipos de fotones u otra energía de la partícula como anteriormente, de acuerdo a la relación E = mc². Así, después de energía de enlace se ha eliminado, la energía de enlace = cambio de masa × c². Esta energía es una medida de las fuerzas que mantienen los nucleones juntos, y representa la energía que debe suministrarse de nuevo desde el medio ambiente, si el núcleo se rompiera arriba en nucleones individuales.
La energía emitida, ya sea durante la fusión nuclear o la fisión nuclear es la diferencia entre las energías de enlace del «combustible», es decir, el nucleido inicial (s), y los productos de fisión o de fusión. En la práctica, esta energía también puede calcularse a partir de las diferencias de masa sustanciales entre el combustible y los productos, que utiliza la medición anterior de las masas atómicas de nucleidos conocidos, que siempre tienen la misma masa de cada especie. Esta diferencia de masa parece haber sido retirado de calor una vez evolucionado y la radiación, que es un requisito dado para la medición de los (rest) masas de los nucleidos (no excitados) que participan en tales cálculos.
En 2005, Rainville et al. publicado una prueba directa de la energía-equivalencia de masa perdida en la energía de enlace de un neutrón a los átomos de los isótopos particulares de silicio y azufre, mediante la comparación de la nueva masa-cambio en la energía del rayo gamma emitido asociado con la captura de neutrones . La pérdida de masa de unión de acuerdo con la energía del rayo gamma con una precisión de ± 0,00004 %, la prueba más precisa de E = mc^2 hasta la fecha.
Como ilustración, consideremos dos objetos atraerse entre sí en el espacio a través de su campo gravitatorio. La fuerza de atracción acelera los objetos y ganar algo de velocidad hacia la otra conversión de la energía (la gravedad) potencial en energía (movimiento) cinética. Cuando cualquiera de las partículas 1) pasan a través de uno al otro sin interacción o 2) se repelen elásticamente durante la colisión, la energía cinética adquirida (relacionada con la velocidad), empieza a volver en forma potencial de conducir las partículas chocaron aparte. Las partículas de desaceleración volverán a la distancia inicial y más allá en el infinito o parar y repetir la colisión (oscilación tiene lugar). Esto muestra que el sistema, que no pierde la energía, no se combina (se unen) en un objeto sólido, partes de las cuales oscilan en las distancias cortas. Por lo tanto, con el fin de unir las partículas, la energía cinética adquirida debido a la atracción debe disiparse (por la fuerza resistiva). Los objetos complejos en colisión se someten normalmente colisión inelástica, transformando parte de la energía cinética en energía interna (contenido de calor, que es el movimiento atómico), que es irradiada con más detalle en la forma de fotones de la luz y el calor. Una vez que la energía para escapar de la gravedad se disipa en la colisión, las partes oscilará a más de cerca, posiblemente atómica, distancia, mirando por lo tanto como un objeto sólido. Esta pérdida de energía, necesaria para superar la barrera de potencial con el fin de separar los objetos, es la energía de enlace. Si esta energía de unión fueron retenidos en el sistema en forma de calor, su masa no disminuiría. Sin embargo, la energía perdida por el sistema (como la radiación de calor) vinculante sí tienen masa, y representa directamente el «déficit de masa» del sistema de frío, con destino.
Consideraciones estrechamente análogas se aplican en consideraciones químicas y nucleares. Reacciones químicas exotérmicas en sistemas cerrados no cambian de masas, pero se vuelven menos masiva vez que se retira el calor de reacción, aunque este cambio de masa es demasiado pequeño para medir con equipo estándar. En las reacciones nucleares, sin embargo, la fracción de la masa que se puede eliminar como la luz o el calor, es decir, la energía de enlace, es a menudo una parte mucho mayor de la masa del sistema. Se puede así medirse directamente como una diferencia de masa entre masas en reposo de reactivos y productos (enfriado). Esto es porque las fuerzas nucleares son comparativamente más fuerte que las fuerzas de Coulomb asociados con las interacciones entre electrones y protones, que generan calor en química.